# Jean Gabriel Maurice Rocques
Jean Gabriel Maurice Rocques, dit le comte de Montgaillard, né le 16 novembre 1761 à Montgaillard-Lauragais, province du Languedoc, et mort le 8 février 1841, était un agent politique français de l'époque de la Révolution française et du Premier Empire.

## Biographie

### Jeunesse
Né dans une famille de petite noblesse, fils de noble Guillaume Antonin de Rocques, écuyer, et de dame Marie Anne Louise de Villeneuve. Il fit ses études à l'école militaire de Sorèze, où il attira l'attention du frère cadet de Louis XVI, le comte de Provence (futur Louis XVIII).
Après avoir servi quelques années aux Antilles, il retourna en France et s'installa à Paris où il devint agent secret en 1789, et, bien qu'émigré au Royaume-Uni après l'attaque des Tuileries le 10 août 1792, il rentra six semaines plus tard à Paris, où sa sécurité pendant la Terreur fut probablement payée par des services à la République.
C'est le frère de l'écrivain et polémiste Guillaume-Honoré Roques, dit l’abbé de Montgaillard (1772-1825).

### Avec le comte de Provence
Il servait à nouveau les Bourbons quand il rencontra François II, empereur du Saint-Empire romain germanique à Ypres en 1794, puis William Pitt le Jeune à Londres, où il publia son État de la France au mois de mai 1794, prédisant la chute de Maximilien Robespierre et la réaction de Thermidor.
Rocques fut aussi chargé par Louis XVIII de s'assurer de l'aide des Habsbourg-Lorraine pour faire sortir le dernier enfant de Louis XVI, madame Royale (Marie-Thérèse de France, fille de France), de la prison du Temple ; Rocques transmit également la proposition de Louis XVIII au général Pichegru en échange de sa trahison de la République.

### Soutien de Bonaparte
En juin 1796, Rocques se rendit dans la péninsule italienne dans l'espoir de nouer des relations directes avec Napoléon Bonaparte. En revenant vers les princes à Blankenburg, il fut soupçonné et partit pour Paris. On pense qu'il indiqua au Directoire que le comte d'Antraigues, un agent de Louis XVIII, était en possession de documents compromettant le général Pichegru. En avril 1798, il remit à Claude Roberjot, alors envoyé du Directoire au gouvernement de Hambourg, d'autres documents sur le même sujet.
Il suivit Roberjot jusqu'à la République batave, où il écrivit un mémorandum pour prouver que le seul espoir de la France était que Napoléon revienne immédiatement de ses campagnes d'Égypte et obtienne les pleins pouvoirs. Cette note atteignit Napoléon à Alexandrie après avoir transité par Berlin et Constantinople.
Après le coup d'État du 18 brumaire, quand il rentra à Paris en espérant la reconnaissance de Napoléon, Rocques fut emprisonné, puis relâché mais gardé sous surveillance policière. Napoléon, qui appréciait sa vision de la politique européenne et son extraordinaire connaissance des cours d'Europe, l'attacha au cabinet secret de l'Empire en dépit de ses intrigues passées.

### Autres activités diplomatiques
Il se vit attribuer un salaire de 14 000 francs français, réduit par la suite à 6 000 francs, en échange de rapports à Napoléon sur des questions politiques et de pamphlets destinés à aider la police impériale. Il tenta de dissuader Napoléon d'épouser Marie-Louise et d'envahir la Russie, et le mit en garde contre une expansion de l'Empire au-delà du Rhin, des Alpes et des Pyrénées.
La Restauration française ne changea pas sa position : il resta conseiller secret sur la politique intérieure et étrangère, et donna des conseils avisés au nouveau gouvernement. Sa carrière se termina avec la Révolution de juillet et il mourut dans l'ombre à Chaillot.

## Source
- (en) « Jean Gabriel Maurice Rocques », dans Encyclopædia Britannica [détail de l’édition], 1911 (lire sur Wikisource)., qui cite comme références :
  - Rocques :
    - Mémoire sur la trahison de Pichegru (Le Moniteur universel, 18 avril 1804)
    - Souvenirs (3e éd., 1895) et Mémoires diplomatiques (1805-1819) (1896), édités par Clément de Lacroix
    - État de la France au mois de mai 1794
    - Ma conduite pendant le cours de la Révolution française (Londres, 1795)
    - Histoire secrète de Coblentz dans la révolution des Français (Londres, 1795)
    - De la France et de l'Europe sous le gouvernement de Bonaparte (Lyon, 1904)
    - Situation de l'Angleterre en 1811 (Paris, 1811)
    - De la restauration de la monarchie des Bourbons et du retour à l'ordre (Paris, 1814)
    - Histoire de France depuis 1825 jusqu'à 1830 (Paris, 1839)